# 43-я армия (СССР)
43-я армия (43А) — общевойсковое оперативное объединение в составе Вооружённых Сил СССР во время Великой Отечественной войны. Сформирована в июле 1941 года. Входила в состав Резервного, Западного, Калининского, 1-го Прибалтийского, 3-го и 2-го Белорусских фронтов. Участвовала в Смоленском сражении 1941 года, в Московской и Ржевской битве, в Смоленской, Белорусской и Прибалтийской наступательных операциях, в блокировании группировки противника на Курляндском полуострове. Конец войны встретила в Восточно-Прусской наступательной операции. В Действующей армии находилась с 31 июля 1941 года по 31 августа 1942 года и с 1 октября 1942 года по 9 мая 1945 года. Печатный орган — газета «Защитник Отечества».

## Формирование
43-я армия сформирована в конце июля 1941 года в резерве Ставки Верховного Главнокомандования на основании приказа Ставки № 00583 от 30.07.1941. На укомплектование штаба армии было направлено управление 33-го стрелкового корпуса. Сразу после формирования 43-я армия вошла в состав Резервного фронта.
Основными должностными лицами управления 43-й армии были назначены командующий армией генерал-лейтенант И. Г. Захаркин, начальник штаба генерал-майор П. Г. Тихомиров, член военного совета бригадный комиссар С. И. Яковлев. В первый состав 43-й армии вошли 53-я, 217-я и 222-я стрелковые дивизии, 105-я танковая дивизия, 106-я моторизованная дивизия, 207-й, 364-й и 643-й корпусные артиллерийские полки, 320-й пушечный артиллерийский полк, 753-й, 760-й и 761-й артиллерийские полки противотанковой обороны, 41-я отдельная зенитная артиллерийская батарея.

## Боевые действия

### 1941 год
С начала августа армия занимала оборону на рубеже Холмец — Богданове (южнее Ельни по реке Десна), прикрывая Варшавское шоссе в районе Екимовичей. Некоторое время сдерживала наступление немецких войск (две танковые дивизии прорывались в район города Кричев). В районе Ельни были окружены части 28-й армии, которые, выйдя из окружения, стали вливаться в 43-ю. Из-за больших потерь стрелковые дивизии были сведены в одну 149-ю, а 104-ю танковую дивизию вывели в резерв.
19 — 23 августа армия вела разведку на Варшавском шоссе и оказывала артиллерийскую поддержку 24-й армии. 22 августа командующий армией Павел Алексеевич Курочкин был назначен командующим Северо-Западным фронтом, а его место занял генерал-лейтенант Дмитрий Михайлович Селезнёв.
30 августа началась Ельнинская наступательная операция и войска 24-й и 43-й армии перешли в наступление. Начало наступления для 43-й армии шло с трудом, далеко продвинуться не удалось, были окружены некоторые дивизии армии. К концу операции армия на своём направлении потерпела неудачу и вынуждена была занять оборонительную позицию.
Боевой состав на середину сентября:
- 53-я стрелковая дивизия
- 149-я стрелковая дивизия
- 113-я стрелковая дивизия
- 211-я стрелковая дивизия
- 222-я стрелковая дивизия
- 145-я танковая бригада
- 148-я танковая бригада
- 3 артиллерийских гаубичных полка
- 2 зенитные батареи
- 10-я смешанная авиационная дивизия (в ней было всего 6 истребителей и 4 бомбардировщика)[5]

Противостоящие армии немецкие войска превосходили её в людях в 3.2 раза, в орудиях и миномётах в 7 раз, в танках в 8.5 раза. 2 октября началось наступление в ходе немецкой операции «Тайфун» и им удалось прорвать оборону.
3 октября включена в состав Западного фронта.
7 октября 1941 года 9-я танковая бригада выгрузилась на станции Балабаново и вступила в бой с наступавшими немецкими войсками в полосе 43-й армии в районе городов Калужской и Московской областей — Малоярославца и Наро-Фоминска.
10 октября 1941 года от должности отстранен командующий 43-й армией генерал-майор П. П. Собенников. Новым командармом назначен один из наиболее подготовленных военачальников Красной армии генерал-лейтенант С. Д. Акимов. Задача, поставленная перед генералом Акимовым, сложнейшая: необходимо не только провести огромную работу по сбору, приведению в порядок и сколачиванию остатков соединений и частей, но и в кратчайший срок закрыть одновременно три направления: Боровское, Малоярославецкое и Детчинское.
13-15 октября разрыв между 43-й и 49-й армиями прикрывала 9-я танковая бригада, действуя преимущественно вдоль Калужской дороги в районе Башмаковки. По прибытии на фронт 24 отдельной танковой бригады, выведена во второй эшелон линии обороны.
К исходу 21 октября 1941 года на станции Подольск выгружается прибывшая из Сормово 24-я отдельная танковая бригада (бывшая 146 танковая бригада), которая в ночь на 22 октября «седлает» Варшавское шоссе в населённых пунктах Кресты, Бунчиха, Каменка и прилегающих к ним окрестностях. Имеющая на вооружении 57 танков разных типов бригада занимает оборону на участке протяжённостью 15 км путём устройства лесных танковых засад в районе д. Спас-Купля от д. Тарутино до д. Кресты. Эта бригада и части свежей 93-я Восточно-Сибирской дивизии сменили державших оборону на рубеже р. Нара остатки сводного отряда подольских курсантов отошедших с Ильинского рубежа. С 25 октября по 25 ноября бригада во взаимодействии со стрелками 93 сд и десантниками 10 воздушно-десантной бригады участвует в активных боях с частями 34 пехотной и 19 танковой дивизии немцев в районе деревень Рогово, Горки, Ильино, Ольховка, Кузовлёво.
Армия принимала участие в контрнаступлении под Москвой. Участвовала в боях на 130-километровом фронте от железной дороги Москва — Можайск до Тарусы.

### 1942 год
Участвует в Ржевско-Вяземской наступательной операции.
В начале марта армия пытается помочь попавшей в окружение 33-й армии Ефремова, расстояние между ними сократилось до двух километров, но прорвать окружение так и не удалось.

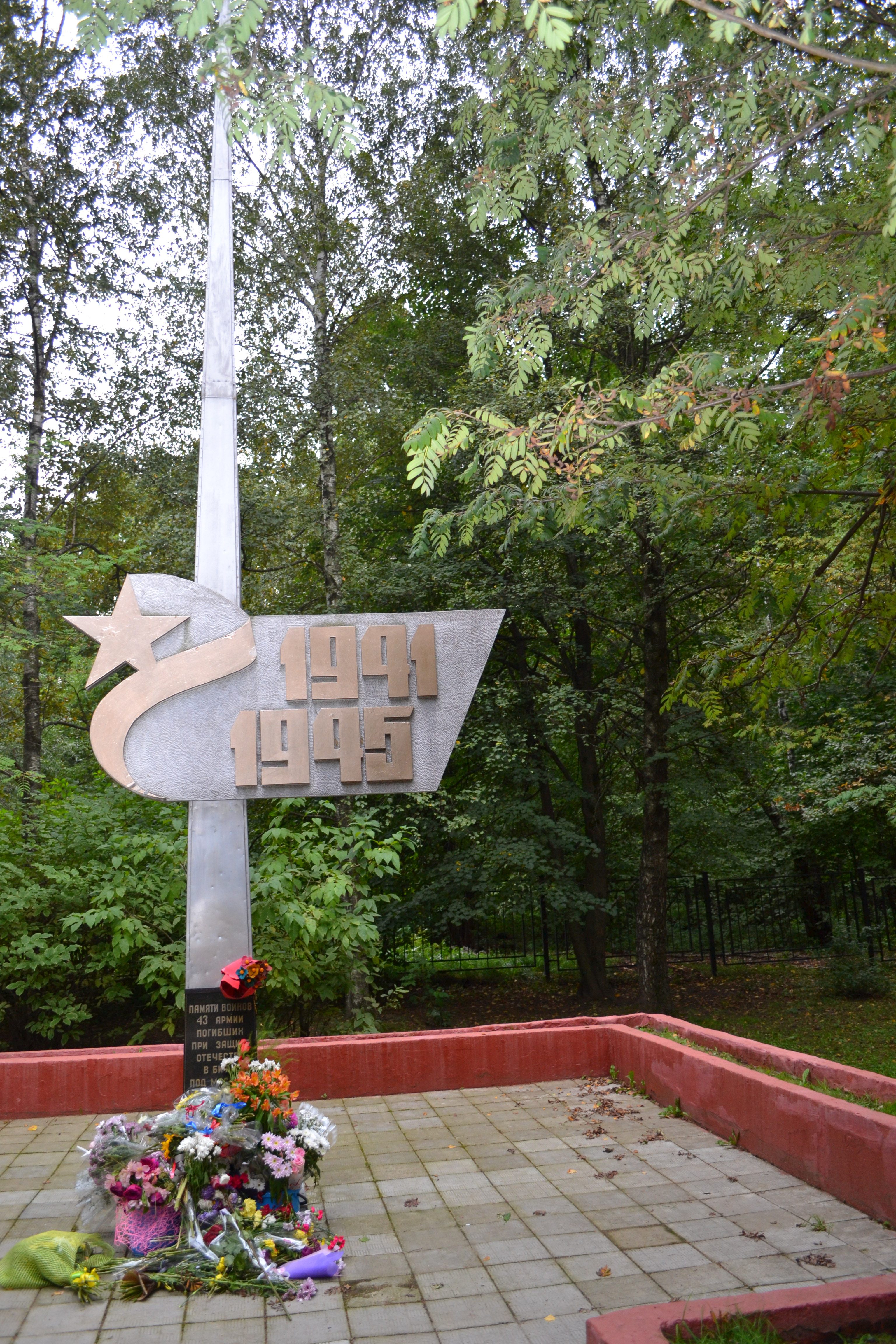
Памятный знак 43 Армии на территории 1507 Московской школы

20 апреля части армии обороняют рубеж на реках Воря и Угра западнее города Медынь.
1 сентября выведена в резерв Ставки ВГК и перегруппирована в район города Демидов.
1 октября вошла в состав Калининского фронта.
12 октября занимает оборону северо-восточнее Демидова.

### 1943 год
Январь — август занимает оборону по берегам озёр Петровское (Лососно) — Рытое — Сапшо — Мужицкая (севернее Духовщины).
Август — начало октября участвует в Смоленской операции.
20 октября вошла в состав 1-го Прибалтийского фронта.
Ноябрь — декабрь участвует в наступательных боях на витебском направлении.

### 1944 год

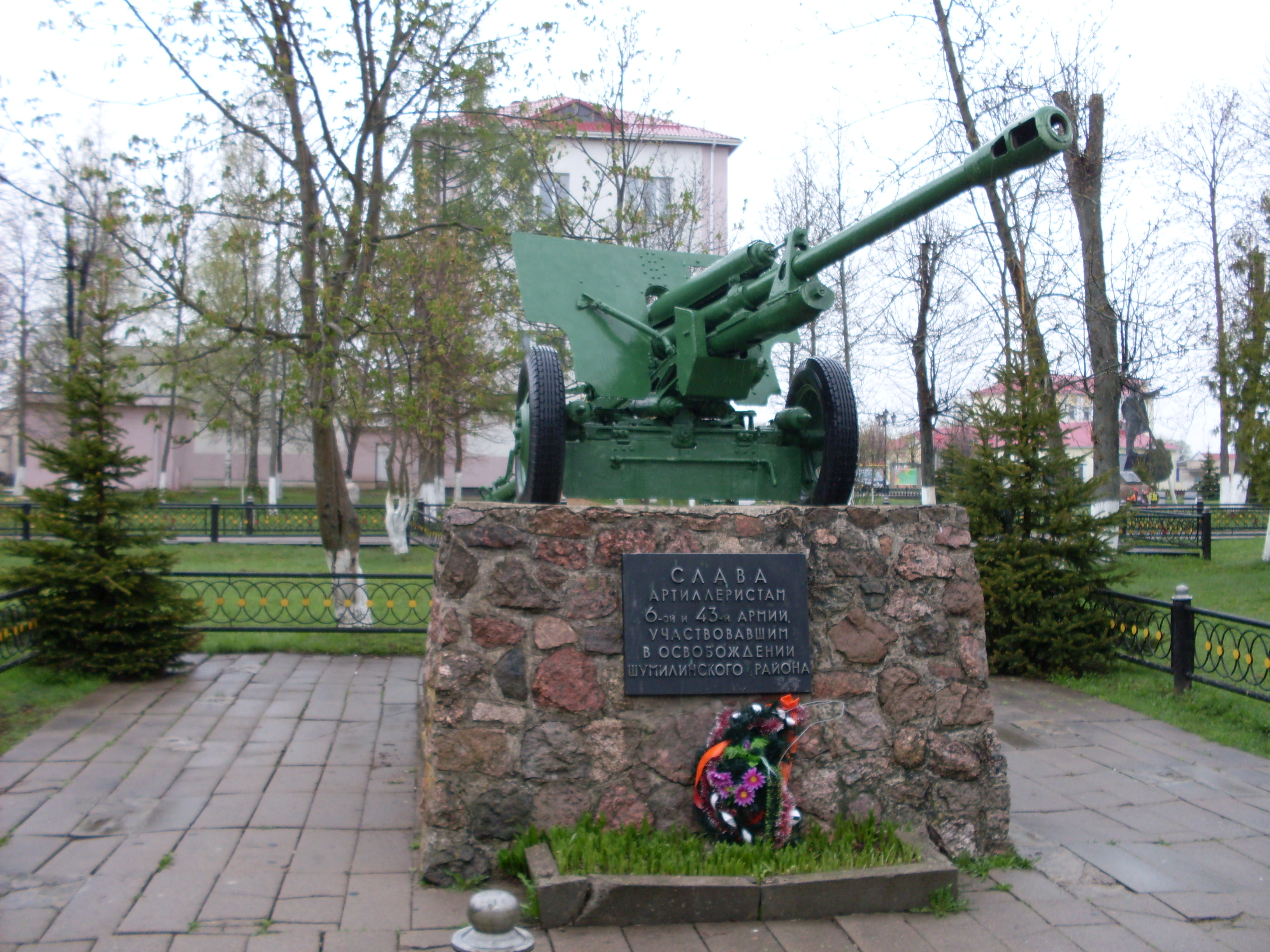
Памятник воинам-артиллеристам 6-й и 43-й армий, участвовавшим в освобождении Шумилинского района, Шумилино (Белоруссия)

Февраль — перегруппирована в район Городка, где заняла место обороны 11-й гвардейской армии и приняла участие в Витебской операции.
Совместно с войсками 6-й гвардейской армии в ходе Витебско-Оршанской операции прорывает оборону противника и во взаимодействии с 9-й армией окружает 5 дивизий в районе Витебска. 26 июня освобождает город.
На момент участия в Белорусской операции состав армии был таков:
- 1-й стрелковый корпус — 179-я, 306-я, 357-я стрелковые дивизии
- 19-й стрелковый корпус — 32-я, 70-я, 344-я стрелковые дивизии
- 60-й стрелковый корпус — 235-я, 334-я стрелковые дивизии
- 92-й стрелковый корпус — 145-я, 204-я стрелковые дивизии
- 156-я стрелковая дивизия
- 10-я гвардейская танковая бригада
- 39-я гвардейская танковая бригада
- 155-й укрепрайон, другие части и подразделения.

В конце июня участвует в уничтожении группировки немецких войск, окружённых в районе города Лепель. 28 июня освобождает этот город. 4 июля армия вышла в район Козины. Развивая наступление, армия освобождает город Швенченеляй.

В июле 1944 года противник пытался таранить танки 39 гвардейской танковой бригады радиотанкетками Б-4(«торпеда на гусеничном ходу, начинённая зарядом весом 450 кг»).
Командующий армией генерал А. П. Белобородов вспоминал: «…это новое оружие показало техническое его несовершенство….. Потерь нам эти „торпеды“ не нанесли, и все они, около 50 машин, попали в руки наших танкистов и пехотинцев на участке Поставы,Воропаево».

Продвигаясь в сторону Салакас — Ованты, отражая контратаки противника, армия перерезает железнодорожные пути Двинск — Вильнюс и Двинск — Каунас. К 13 августа армия вышла рубеж по реке Лиелупе (район Бауска), где заняла оборону.
Сентябрь — участвует в Рижской операции. 14 сентября после артиллерийской и авиационной подготовки началось наступление на рижском направлении, преодолев упорное сопротивление войск противника 43-я и 4-я ударная армии форсировали реку Лиелупе и прорвали оборону. За три дня армии продвинулись в направлении Риги на 50 км. Чтобы ликвидировать угрозу городу, немецкое командование провело по 43-й армии контрудар силами четырёх пехотных и двух танковых дивизий. С 17 сентября по 22 сентября шли кровопролитные бои, немцы постоянно добавляли оборонительные части, территория переходила из рук в руки, но всё же они прекратили наступление. Дальнейшее наступление 43-й армии было остановлено только на подступах к Мемелю, его удалось взять только в 1945 году (благодаря мощным укреплениям, построенным немцами, а также артиллерии береговой обороны и стоявших в порту боевых кораблей). Город был блокирован с суши.
Октябрь — участвует в Мемельской операции.
С октября до середины января 1945 принимает участие в блокаде Курляндской группировки противника.

### 1945 год
13 января началась Восточно-Прусская операция. 43-я армия помогала наступлению 3-го Белорусского фронта ударом на Тильзит. 20 января передана в 3-й Белорусский фронт.
13 февраля передана в 1-й Прибалтийский фронт.
С 25 февраля вновь в составе 3-го Белорусского фронта. В его составе участвовала в Инстербургско-Кёнигсбергской, Кёнигсбергской и Земландской наступательных операциях.
6 апреля начался штурм Кёнигсберга. Перед началом штурма город обстреливался артиллерией четыре дня. 43-я армия атаковала с севера и к 8 апреля очистила от противника северо-западную часть города. 9 апреля город капитулировал.
Комендант Кёнигсберга генерал Ляш:

Солдаты и офицеры крепости в первые два дня держались стойко, но русские превосходили нас силами и брали верх. Они сумели скрытно сосредоточить такое количество артиллерии и самолётов, массированное применение которых разрушило укрепления крепости и деморализовало солдат и офицеров. Мы полностью потеряли управление войсками. Выходя из укреплений на улицу, чтобы связаться со штабами частей, мы не знали, куда идти, совершенно теряя ориентировку: так разрушенный, пылающий город изменил свой вид. Никак нельзя было предполагать, что такая крепость, как Кёнигсберг, так быстро падёт. Русское командование хорошо разработало и прекрасно осуществило эту операцию. Под Кёнигсбергом мы потеряли всю стотысячную армию. Потеря Кёнигсберга — это утрата крупнейшей крепости и немецкого оплота на востоке.

24 апреля выведена в резерв и перегруппирована в район Данциг — Гдыня — Нойштадт.
1 мая включена во 2-й Белорусский фронт.
После Победы армия оставалась на территории Польши и в июне 1945 года включена в состав Северной группы войск (управление — г. Нойштеттин). Армия расформирована в августе 1946 года.

## Командование

### Командующие
- генерал-лейтенант Захаркин, Иван Григорьевич (01 августа — 08 августа 1941)
- генерал-лейтенант Курочкин, Павел Алексеевич (08 августа — 22 августа 1941)
- генерал-майор Селезнёв, Дмитрий Михайлович (22 августа — 02 сентября 1941)
- генерал-лейтенант Богданов, Иван Александрович (ВРИД 02 сентября — 05 сентября 1941)
- генерал-майор Собенников, Пётр Петрович (05 сентября — 10 октября 1941)
- генерал-лейтенант Акимов, Степан Дмитриевич (10 октября — 17 октября 1941)
- генерал-майор, с 13 июня 1942 года — генерал-лейтенант Голубев, Константин Дмитриевич (17 октября 1941 — 22 мая 1944)
- генерал-лейтенант, с 5 мая 1945 — генерал-полковник Белобородов, Афанасий Павлантьевич (22 мая 1944 — 27 июня 1945)
- генерал-полковник Попов, Василий Степанович (июль 1945 — август 1946)

### Члены военного совета
- бригадный комиссар Яковлев, Сергей Иванович (7 августа — 12 октября 1941),
- бригадный комиссар Серюков Александр Дмитриевич (12 октября 1941 — 11 февраля 1942),
- дивизионный комиссар, с 6 декабря 1942 — генерал-майор Шабалов, Сергей Иванович (25 октября 1941 — 9 мая 1945),
- бригадный комиссар, с 6 декабря 1942 — генерал-майор Осин Николай Лаврентьевич (5 октября 1942 — 9 мая 1945).

### Начальники штаба
- генерал-майор Тихомиров, Павел Георгиевич (01 августа — 8 сентября 1941),
- полковник Зуев, Фёдор Андреевич (8 сентября — 15 октября 1941),
- полковник, с 17 января 1942 — генерал-майор Боголюбов, Александр Николаевич (15 октября 1941 — 12 декабря 1942),
- полковник Чиннов, Иван Иванович (12 декабря 1942 — 15 февраля 1943)
- полковник, с 22 февраля 1943 — генерал-майор Позняк, Виктор Генрихович (16 февраля — 17 августа 1943)
- полковник, с 20 декабря 1943 — генерал-майор Масленников, Фёдор Фёдорович (17 августа 1943 — 27 июня 1945).

### Начальники автобронетанкового отдела армии
С декабря 1942 года — командующий бронетанковыми и механизированными войсками:
- полковник Арцезо, Владимир Гаврилович (с 10.08.1941 по 22.10.1941);
- полковник Чернобай, Семён Панкратьевич (с 09.09.1941 по 10.02.1942);
- полковник Меньшов, Василий Владимирович (с 12.1943 до конца войны).

## Отличившиеся воины
Кавалеры ордена Славы трёх степеней.
- Жабский, Иван Егорович, гвардии ефрейтор, автоматчик мотострелкового батальона 10 отдельной гвардейской танковой бригады.

## Боевой состав

### Военно-воздушные Силы 43-й армии (ВВС 43-й армии)
Военно-воздушные силы 43-й армии (ВВС 43-й армии) представлены отдельной страницей.
Боевой состав армии на 10 августа:
- 38-я стрелковая дивизия
- 53-я стрелковая дивизия
- 145-я стрелковая дивизия
- 149-я стрелковая дивизия
- 211-я стрелковая дивизия
- 217-я стрелковая дивизия
- 222-я стрелковая дивизия
- 279-я стрелковая дивизия
- 303-я стрелковая дивизия
- 104-я танковая дивизия
- 109-я танковая дивизия
- другие части

Боевой состав армии на 1 мая 1945 года
С 1 мая 1945 года в составе 2 Белорусского фронта.
Стрелковые войска:
- 54-й стрелковый корпус
  - 126-я стрелковая дивизия
  - 235-я стрелковая дивизия
  - 263-я стрелковая дивизия
- 90-й стрелковый корпус
  - 26-я стрелковая дивизия
  - 70-я стрелковая дивизия
  - 319-я стрелковая дивизия
- 103-й стрелковый корпус
  - 115-я стрелковая дивизия
  - 182-я стрелковая дивизия
  - 325-я стрелковая дивизия

Части артиллерии:
- 37-я гвардейская пушечная артиллерийская бригада
- 759-й истребительно-противотанковый артиллерийский полк
- 118-й миномётный полк
- 1626-й зениный артиллерийский полк

Бронетанковые и механизированные войска:
- 1491-й самоходный артиллерийский полк

Инженерные войска:
- 28-я инженерно-сапёрная бригада

Огнемётные части:
- 178-я отдельная рота ранцевых огнемётов

Части связи:
- 35-й отдельный Витебский[12] орденов Александра Невского[13] и Красной Звезды[14] полк связи

### 204-я стрелковая дивизия 2-го формирования
Сформирована на базе 37 и 15 учебных стрелковых бригад.
- 700-й, 706-й и 730-й стрелковые полки
- 657-й артиллерийский полк
- 193-й отдельный истребительно-противотанковый дивизион
- 306-я разведывательная рота
- 372-й сапёрный батальон
- 583-й отдельный батальон связи (1445-я отдельная рота связи)
- 358-й медико-санитарный батальон
- 194-я отдельная рота химзащиты,
- 514-я автотранспортная рота
- 356-я полевая хлебопекарня
- 833-1 дивизионный ветеринарный лазарет
- 1538-я полевая почтовая станция
- 1640-я полевая касса Госбанка

Боевой период
29.5.1943—23.7.1943; 10.8.1943—9.5.1945

## Освобождённые города
- 28 декабря 1941 — Балабаново (совместно с 33-й армией)
- 2 января 1942 — Малоярославец (совместно с 26-й танковой бригадой)
- 14 января 1942 — Медынь
- 15 сентября 1943 — Рибшево
- 22 сентября 1943 — Демидов (совместно с 3-й воздушной армией и Авиацией дальнего действия)
- 29 сентября 1943 — Рудня (совместно с 39-й армией)
- 14 сентября 1944 — Бауска (совместно с 4-й ударной и 3-й воздушной армиями)
- 26 июня 1944 — Витебск (совместно с 39-й и 1-й воздушной армиями)
- 28 июня 1944 — Лепель (совместно с 3-й воздушной армией, 7-й гвардейской мехбригадой и 3-м гвардейским мехкорпусом)
- 2 июля 1944 — Докшицы (совместно с 1-м партизанским отрядом партизанской бригады «Железняк»)
- 3 июля 1944 — Глубокое (совместно с 1-м танковым корпусом и 2-м партизанским отрядом партизанской бригады «Октябрь»)
- 5 июля 1944 — Поставы
- 7 июля 1944 — Швенчёнис (Швенчионис) (совместно с партизанскими отрядами «Вильнюс», «Жальгирис», отрядом им. Витаутаса и отрядом им. Костаса Калинаускаса)
- 8 июля 1944 — Швенчёнеляй (Швенчионеляй)
- 9 июля 1944 — Утена (Утяна) (совместно с партизанским отрядом «Аудра»)
- 6 августа 1944 — Биржай (совместно с 3-й воздушной армией)
- 20 января 1945 — Каукемен (Ясное)
- 23 января 1945 — Полесск (Лабиау)
- 20 января 1945 — Советск (Тильзит)
- 9 апреля 1945 — Калининград (Кёнигсберг) (совместно с 11-й гвардейской, 39-й и 50-й армиями, группой фронтовой артиллерии дальнего действия, 1-й, 3-й, 15-й, 18-й воздушными армиями и Краснознамённым Балтийским флотом)
- 17 апреля 1945 — Приморск (Фишхаузен) (совместно с 39-й, 1-й воздушной и 3-й воздушной армиями)
- 20 января 1945 — Славск (Хайнрихсвальде)